# Fernando Eduardo Carita
Fernando Eduardo Carita (* 27. Mai 1961 in Nisa; † 22. Juni 2013 in Lissabon) war ein portugiesischer Schriftsteller. Er lebte und arbeitete in Lissabon.

## Dichterisches Werk
- A obscura espiritualidade da matéria, Lissabon (1988)
- A salvação pelo vazio - Le Salut par le vide (2005)
- A casa, o caminho - La maison, le chemin (2008)

## Belege
1. ↑  In Memorian: FERNANDO EDUARDO CARITA. In: Jornal de Nisa. 25. Juni 2013, abgerufen am 31. Oktober 2024 (portugiesisch).

| Personendaten    | Personendaten                  |
| ---------------- | ------------------------------ |
| NAME             | Carita, Fernando Eduardo       |
| KURZBESCHREIBUNG | portugiesischer Schriftsteller |
| GEBURTSDATUM     | 27. Mai 1961                   |
| GEBURTSORT       | Nisa                           |
| STERBEDATUM      | 22. Juni 2013                  |
| STERBEORT        | Lissabon                       |